# Clark Clifford
Clark McAdams Clifford (25 de diciembre de 1906 – 10 de octubre de 1998) fue un abogado estadounidense y un importante consejero demócrata de los presidentes Harry S. Truman, John F. Kennedy, Lyndon B. Johnson y Jimmy Carter. Sus cargos oficiales en el gobierno fueron Consejero de la Casa Blanca (1946–1950), Presidente de la President's Foreign Intelligence Advisory Board (1963–1968) y Secretario de Defensa (1968–1969); Clifford fue también influyente en su rol como asesor presidencial en distintas áreas. Había sido un exitoso abogado de Washington, conocido por su clientela de élite, delicadas maneras en el trato y sus trajes impecables.
Los cuatro presidentes de la era de la Guerra Fría utilizaron los servicios de Clifford y confiaban en sus consejos, haciéndolo parte del círculo íntimo de la política nacional. Símbolo de la influencia de Clifford en la política nacional fue que luego de que Jimmy Carter ganó la elección de 1976, su equipo de transición fue reticente a contar con Clifford, puesto que era un símbolo del establishment, y no querían que tuviese ninguna influencia, y declaró que "si alguna vez nos ven confiando en Clark Clifford, ustedes sabrán que hemos fallado", aunque luego Clifford terminó formando parte de la administración Carter.
En sus últimos años, Clifford estuvo involucrado en diversas controversias. Fue una figura central del escándalo del Bank of Credit and Commerce International, que lo llevó a una acusación del grand jury.